# عشق من (فیلم)
عشق من یا ساواریا (به انگلیسی: Sawaariya) فیلمی محصول سال ۲۰۰۷ و به کارگردانی سانجای لیلا بانسالی است. در این فیلم بازیگرانی همچون رانبیر کاپور، سونام کاپور، رانی موکرجی، سلمان خان، سانایا ایرانی ایفای نقش کرده‌اند.
این فیلم اقتباسی از داستان کوتاه "شب‌های روشن " از داستایفسکی است.

## بازیگران و نقش‌ها
- رانبیر کاپور: رانبیر راج، عاشق سکینا
- سونام کاپور: سکینا
- رانی موکرجی: گلابجی
- سلمان خان: ایمان

## خلاصه داستان
داستان توسط گلابجی (رانی موکرجی) روایت می‌شود، او یک زن تن‌فروش است که شبانه به مجلل‌ترین کلوب شهر یعنی "آر، کی" بار می‌رود. خواننده این بار رانبیر راج (رانبیر کاپور) مورد توجه گلابجی قرار می‌گیرد. گلابجی او را "ساواریا (محبوب)" خود می‌نامد. رانبیر راج بعد از اطلاع از شغل گلابجی، دوستانه با او برخورد می‌کند، رفتاری که اصلاً شبیه رفتار مردهای دیگر نیست.
وقتی رانبیر راج می‌گوید که نیاز به جایی برای ماندن دارد، گلابجی پیرزنی را به رانبیر معرفی می‌کند که با سخت‌گیری زیاد ممکن است اتاقی به رانبیر بدهد. رانبیر به خانه پیرزن به نام لیلیان (زهره سگال) می‌رود. لیلیان پسری داشته که سال‌ها قبل او را ترک کرده بوده‌است، رانبیر او را یاد پسرش می‌اندازد و پس از یک صحبت عاطفی میان آنها، لیلیان به او جایی برای ماندن می‌دهد.
شبی رانبیر یک دختر مرموز را روی پل معروف شهر ملاقات می‌کند اما دخترک از روی ترس از رانبیر دوری می‌کند و به او اجازه همراهی و صحبت نمی‌دهد. بعد از اینکه دختر یک مرد مست را تلوتلو خوران در نزدیکی خود می‌بیند، پیشنهاد رانبیر راج را برای همراهی وی تا خانه می‌پذیرد. پس از رسیدن به خانه، رانبیر نام دختر را می‌فهمد «سکینا» (سونام کاپور) و به شدت به سکینا علاقه‌مند می‌شود.
رانبیر سعی می‌کند علاقه خود را به سکینا ابراز کند و برای صحبت با او، پس از بحث با صاحب بار، کارش را رها می‌کند ولی سکینا او را نادیده می‌گیرد و فرار می‌کند. رانبیر عصبانی می‌شود اما پس از فروکش کردن عصبانیت اش سکینا را به مکان مورد علاقه اش، بالای برج ساعت، می‌برد. پیش از ابراز علاقه رانبیر، سکینا می‌گوید شب‌ها روی پل در انتظار معشوقش «ایمان»(سلمان خان) است که به او قول داده شب عید فطر روی پل به دیدن او بیاید. رانبیر به شدت متأثر می‌شود و قلبش می‌شکند. رانبیر پیش گلابجی می‌رود و از او کمک می‌خواهد، گلابجی و دوستانش به او پیشنهاد می‌کنند احساسش به سکینا را به او بگوید. رانبیر تصمیم می‌گیرد شب عید به دیدن سکینا برود.
رانبیر سکینا را به «آر، کی» بار می‌برد و آهنگ مورد علاقه اش را برای سکینا می‌خواند. سکینا ناگهان متوجه می‌شود که زمان دیدن ایمان فرا رسیده و روی پل می‌رود و رانبیر به دنبال او می‌دود. رانبیر به سکینا می‌گوید که هیچ ایمانی وجود ندارد و ایمان هیچوقت نمی‌آید اما سکینا عصبانی می‌شود و به رانبیر می‌گوید از آنجا برود. رانبیر به خانه گلابجی می‌رود و به او می‌گوید می‌خواهد امشب مثل مردهای دیگر و مشتری‌هایش با او باشد، گلابجی که عاشق رانبیر شده‌است بسیار ناراحت می‌شود و رانبیر را از خانه اش بیرون می‌کند. رانبیر دوباره به روی پل و کنار سکینا بازمی‌گردد.
سکینا بسیار غمگین است و مطمئن شده که ایمان دیگر باز نخواهد گشت، او به رانبیر فرصتی برای در کنارهم بودن می‌دهد و رانبیر تمام تلاش خود را می‌کند که لبخند به لب سکینا بیاورد و او را خوشحال کند. آن‌ها قدم می‌زنند و از پل فاصله می‌گیرند، رانبیر در حال صحبت و خندیدن است که ناگهان سکینا به سمت پل روانه می‌شود و از دور ایمان را می‌بیند که در انتظار او ایستاده‌است. رانبیر با دیدن این شرایط بسیار ناراحت می‌شود، سکینا بعد از عذرخواهی، رانبیر را رها می‌کند و پیش معشوق خود می‌رود.
رانبیر قدم می‌زند و آواز می‌خواند و در تاریکی گم می‌شود و فیلم به اتمام می‌رسد.